# Krkuž
Krkuž is een plaats in de gemeente Buzet in de Kroatische provincie Istrië. De plaats telt 13 inwoners (2001).